# SILK
SILK (Super Wideband Audio Codec) è un codec audio di proprietà di Skype pubblicato sotto la licenza royalty free (di libero utilizzo gratuito).
Questo codec è stato creato principalmente per Skype 4 di Windows ed è attualmente in uso.
Il codec è pensato per la comunicazione Skype-Skype con una buona efficienza, sfruttando al meglio la banda disponibile; è stato distribuito gratuitamente per facilitare la diffusione di Skype anche su dispositivi di terzi (come cellulari o consolle), ed è un evidente tentativo di imporre un unico standard per le chiamate VoIP.

## Specifiche
Secondo quanto comunicato da Skype, il nuovo codec gestisce principalmente la voce umana compresa tra gli 8 kHz e i 12 kHz.
Il sistema dovrebbe essere abbastanza elastico da sopportare bruschi rallentamenti di banda senza degradare troppo la qualità della chiamata, e riuscire a bilanciare il volume della voce con il rumore di fondo, in modo da rendere meno fastidiosa la presenza di altri suoni durante la chiamata.